# 금수산태양궁전
금수산태양궁전(錦繡山太陽宮殿)은 조선민주주의인민공화국의 수도 평양직할시에 있는 김일성 주석과 김정일 국방위원장의 시신이 안치된 건물이다. 궁전 내부에는 김일성의 유품이나 생전에 사용했던 금수산 궤도전차의 일부를 전시하고 있다.

## 개요
김일성이 생전에 생활하던 금수산의사당(錦繡山議事堂)을 김일성의 시신을 영구 보존하는 목적으로 개조하였다. 1995년부터 2012년까지 금수산기념궁전(錦繡山記念宮殿)으로 불렸으며 2012년 김정일의 70번째 생일을 맞아 금수산태양궁전으로 개칭하였다. 외관은 이름에 어울릴 만큼 궁전 구조로 되어 있고 시신의 유지 및 관리는 러시아의 기관이 담당하고 있다. 들어간 비용은 8억 9,000만 달러이다. 김일성과 김정일의 시신은 궁전 3층 중앙 홀에 안치되고 있고 입장자는 멈춰 서서 보는 것은 허가되지 않는다.

## 위치
금수산은 평양직할시의 중심지 북쪽 모란봉 구역에 있는 작은 언덕(해발 95m)인 모란봉을 중심한 주변지역을 합쳐 부르는 이름으로, 동쪽으로 대동강과 접하고, 남,북,서쪽에는 골짜기가 있다. 평양에서도 경관이 훌륭하고, 조선팔경이나 평양팔경의 하나로 불린다.
이 근처에 평양 지하철도 혁신선 광명역이 위치하고 있었으나 이 시설과 연결됨에 따라 폐지되었다.

## 같이 보기
- 태양절
- 광명역 (평양)